# Магасфильм
Магасфильм — ингушско-российская кинокомпания. Базируется на территории Республики Ингушетия.
Создана, при поддержке государства, специально для развития ингушской культуры и киноиндустрии.

«Магасфильм» представляет собой киностудию художественных, документальных, научно-популярных и учебных фильмов.

## История
25 мая 2006 года на встрече с кинорежиссером Суламбеком Мамиловым Президентом Республики Ингушетия Муратом Зязиковым принято решение создать ингушскую киностудию «Магасфильм».
В 2006 году на киностудии создан первый фильм «Мелодии гор»; в 2009 году — документально-биографический фильм Вахтанга Микеладзе и Юрия Краузе «Бексолт Сейнароев».
В 2010 году снят фильм «Забытые герои Бреста» (Режиссёры: Вахтанг Микеладзе и Суламбек Мамилов).
В сентябре 2011 года принято решение об экранизации романа-эпопеи классика ингушской литературы Идриса Базоркина «Из тьмы веков».